# Tintin kalandjai
A Tintin kalandjai (franciául: Les Aventures de Tintin) egy képregénysorozat, amelyet a Hergé művésznéven alkotó belga Georges Rémi (1907–1983) alkotott meg. Először francia nyelven jelent meg 1929. január 10-én a Le Petit Vingtième-ben, a Le Vingtième Siècle című belga újság gyerekmellékletében. A sorozat sikerét mutatja, hogy összegyűjtve is kiadták huszonnégy albumban, megjelent magazinként (Tintin magazin), valamint mozifilmre, rádióra, televízióra és színházra is adaptálták. A 20. század egyik legnépszerűbb európai képregénye: a könyveket több mint 50 nyelvre fordították le, és több mint 200 millió példányban keltek el.
Hergé rajzstílusa iskolateremtőnek számít, őt tekintik a "ligne claire" atyjának. Az elnevezés a tiszta vonalra utal, arra a letisztult puritán rajzstílusra, ami a Tintin képregényeket jellemzi. További jellemző, hogy a Tintin történetekben a háttér mindig realisztikus ábrázolású, míg a figurák karikatúra jellegűek, mind megjelenésükben, mind karakterükben. Hergé azt a balzaci elvet viszi tovább, amely szerint az embereket elsősorban a szenvedélyükön keresztül lehet jól ábrázolni, így figuráinak személyisége elég egyszerű, egy-egy tulajdonságra van alapozva. A történetek elsődleges célcsoportja a tizenéves fiúk, ezért elsősorban ifjúsági irodalomnak tekinthető. A történetek koruk társadalmi konvencióit tükrözik, ezért több album is erősen vitatott.

## Kiadások
Az első kilenc kötet eredetileg fekete-fehér kiadású volt és 1943-tól kezdve színesben újrakiadásra kerültek, az első kötet kivételével, amelynek színes verziója csak 2017-ben készült el. Az erősen kommunizmusellenes, átpolitizált történetet sok kritika érte, bár egyes vélemények szerint találóan ábrázolta a szovjet valóságot. A kötetek újrakiadásai során Hergé több módosítást is eszközölt a könyveken, például a kolonialista attitűdje és az ábrázolt brutális vadászat miatt sokat kritizált második köteten a skandináv kiadás előtt, míg a hetedik köteten az angol kiadó kérésére változtatott.
| Sorszám | Cím (kiadás éve)                                          | Eredeti cím                                                                                    | Kiadás a Le Petit Vingtième-ben (1929-1940), A Le Soir-ban (1940-1946) és a Tintin magazinban (1946-) | Eredeti album kiadási éve                        |
| ------- | --------------------------------------------------------- | ---------------------------------------------------------------------------------------------- | --- | ------------------------------------------------ |
| 1.      | Tintin a szovjetek földjén (magyar nyelven még kiadatlan) | Les Aventures de Tintin, reporter du "Petit Vingtième", au pays des Soviets                    | 1929–1930                                                                                             | 1930, színes verzió: 2017                        |
| 2.      | Tintin Kongóban (magyar nyelven még kiadatlan)            | Tintin au Congo                                                                                | 1930–1931                                                                                             | 1931, színes verzió: 1946                        |
| 3.      | Tintin Amerikában (magyar nyelven még kiadatlan)          | Tintin en Amérique                                                                             | 1931–1932                                                                                             | 1932, színes verzió: 1945                        |
| 4.      | A fáraó szivarjai (2011)                                  | Les Cigares du pharaon                                                                         | 1932–1934                                                                                             | 1934, színes verzió: 1955                        |
| 5.      | A kék lótusz (magyar nyelven még kiadatlan)               | Le Lotus bleu                                                                                  | 1934–1935                                                                                             | 1936, színes verzió: 1946                        |
| 6.      | A törött fül (2008)                                       | L'Oreille Cassée                                                                               | 1935–1937                                                                                             | 1937, színes verzió: 1943                        |
| 7.      | A fekete sziget (2008)                                    | L'Ile Noire                                                                                    | 1937–1938                                                                                             | 1938, színes verzió: 1943, javított kiadás: 1966 |
| 8.      | Ottokár jogara (2008)                                     | Le Sceptre d'Ottokar                                                                           | 1938–1939                                                                                             | 1939, színes verzió: 1947                        |
| 9.      | Az aranyollós rák (1994, 2010)                            | Le Crabe aux pinces d'or                                                                       | 1940–1941                                                                                             | 1941, színes verzió: 1943                        |
| 10.     | A titkokzatos csillag (2008)                              | L'Étoile Mystérieuse                                                                           | 1941–1942                                                                                             | 1942                                             |
| 11.     | Az egyszarvú titka (1989, 1994) Az unikornis titka (2008) | Le Secret de La Licorne                                                                        | 1942–1943                                                                                             | 1943                                             |
| 12.     | Vörös Rackham kincse (2008)                               | Le Tresor de Rackham Le Rouge                                                                  | 1943                                                                                                  | 1944                                             |
| 13.     | A hét kristálygömb (2009)                                 | Les 7 boules de cristal                                                                        | 1943–1946                                                                                             | 1948                                             |
| 14.     | A naptemplom (2009)                                       | Le Temple du Soleil                                                                            | 1946–1948                                                                                             | 1949                                             |
| 15.     | A fekete arany országában (2010)                          | Tintin au pays de l'or noir                                                                    | 1948–1950                                                                                             | 1950, módosított verzió: 1971                    |
| 16.     | Úticél a Hold (magyar nyelven még kiadatlan)              | Objectif Lune                                                                                  | 1950–1953                                                                                             | 1953                                             |
| 17.     | Felfedezők a Holdon (magyar nyelven még kiadatlan)        | On a marché sur la Lune                                                                        | 1950–1953                                                                                             | 1954                                             |
| 18.     | A Tournesol-incidens (magyar nyelven még kiadatlan)       | L'Affaire Tournesol                                                                            | 1954–1956                                                                                             | 1956                                             |
| 19.     | A Vörös-tenger cápái (magyar nyelven még kiadatlan)       | Coke en stock                                                                                  | 1956–1958                                                                                             | 1958                                             |
| 20.     | Tintin Tibetben (magyar nyelven még kiadatlan)            | Tintin au Tibet                                                                                | 1958–1959                                                                                             | 1960                                             |
| 21.     | A Castafiore smaragd (magyar nyelven még kiadatlan)       | Les Bijoux de la Castafiore                                                                    | 1961–1962                                                                                             | 1963                                             |
| 22.     | A 714-es sidney-i járat (magyar nyelven még kiadatlan)    | Vol 714 pour Sydney                                                                            | 1966–1967                                                                                             | 1968                                             |
| 23.     | Tintin és a picarók (magyar nyelven még kiadatlan)        | Tintin et les Picaros                                                                          | 1975–1976                                                                                             | 1976                                             |
| 24.     | Tintin és az Alph-Art (magyar nyelven még kiadatlan)      | Tintin et l'alph-art (a szerző halála miatt befejezetlen)                                      | kiadatlan                                                                                             | vázlatok kiadása: 1986                           |
| 24.     | Tintin és az Alph-Art (magyar nyelven még kiadatlan)      | Tintin et l'alph-art (Yves Rodier vázlatok alapján készített kalózkiadása)                     | kiadatlan                                                                                             | online olvasható                                 |
| +1      | Tintin és a cápák tava (magyar nyelven még kiadatlan)     | Tintin et le Lac aux Requins (az azonos című rajzfilmből készült képregény, nem Hergé munkája) | kiadatlan                                                                                             | 1972                                             |

A német megszállás alatt a Le Vingtième Siècle 1940 májusában megszűnt, ezzel félbemaradt az aktuális sorozat, A fekete arany országában közlése, mely történet csak tíz év múlva került befejezésre. A Közel-Keleten játszódó sztori helyett Hergé kevésbé támadható történetet indított el, a kábítószercsempészés témájú Az aranyollós rák-ot. A történet közlését a Le Soir című napilap vette át. A háború után Hergé saját magazint indított, melynek névadója legismertebb hőse, Tintin lett, azonban nem csak Tintin történeteket közölt, hanem más szerzők számára is publikációs felületet biztosított. A Tintin magazin gyorsan Belgium egyik legnépszerűbb képregényújságává nőtte ki magát, szerzői között szerepelt az Asterix-szel világhírűvé vált René Goscinny és Albert Uderzo, valamint a Michel Vaillant szerzője, Jean Graton. Hergé 1983-ban, a Tintin és az Alph-Art előkészítése közben váratlanul meghalt. A hátrahagyott vázlatait 1986-ban kiadták, amely alapján több kalózverzió is készült, a leghíresebb a kanadai művész, Yves Rodier által készített darab. Rodier jól visszaadta Hergé rajzstílusát, de ennek ellenére sem sikerült elfogadtatnia a Hergé Alapítvánnyal hivatalos kiadásként. Hergé halála óta egyetlen új Tintin képregény sem született és az alapítvány elzárkózik a folytatástól. A Tintin magazin népszerűsége Hergé halála után gyorsan lehanyatlott és 1993-ban megszűnt a kiadása

### Magyar kiadások
A Tintin könyvek magyarországi kiadása a rendszerváltás előtt nem merült fel, tekintettel a történetek antikommunista politikai üzenetére, illetve a Le Vingtième Siècle újság elkötelezett katolicizmusa miatt. 1989-ben az Idegenforgalmi Propaganda és Kiadó kiadásában elsőként Az egyszarvú titka (az Egmont 2008-i kiadásában Az unikornis titka) című kötet jelent meg, amit azonban nem követett több. 1994-ben az Egmont kiadó újra kiadta Az egyszarvú titkát, valamint Az aranyollós rák című kötetet, de a kiadás újra félbemaradt.
2008-ban (feltehetően a Spielberg-film munkálatainak hírére) az Egmont újra nekilátott a kiadásnak. A megjelenések gyorsan ritkulásnak indultak (2008-ban 6, 2009-2010-ben 2-2 kötet, 2011-ben egy kötet jelent meg), majd 2014-ben az Egmont kiadó kivonulása miatt végérvényesen megszakadt a kiadás. A kötetek üzletekben jelenleg nem kaphatóak.
- Az egyszarvú titka; ford., szerk. Miklódy-Kardos Judit; IPV, Bp., 1989 (Tintin kalandjai)
  - (Az Unikornis titka címen is)
- Az aranyollós rák; Egmont Hungary, Bp., 1994 (Tintin kalandjai)
- Ottokár jogara; ford. Luca Anna; Egmont, Bp., 2008 (Tintin kalandjai)
- A titokzatos csillag; ford. Luca Anna; Egmont, Bp., 2008 (Tintin kalandjai)
- Az Unikornis titka; ford. Luca Anna; Egmont, Bp., 2008 (Tintin kalandjai)
  - (Az egyszarvú titka címen is)
- A törött fül; ford. Luca Anna; Egmont, Bp., 2008 (Tintin kalandjai)
- A Fekete-sziget; ford. Luca Anna; Egmont, Bp., 2008 (Tintin kalandjai)
- Vörös Rackham kincse; ford. Luca Anna; Egmont, Bp., 2008 (Tintin kalandjai)
- A 7 kristálygömb; ford. Luca Anna; Egmont, Bp., 2009 (Tintin kalandjai)
- A naptemplom; ford. Luca Anna; Egmont, Bp., 2009 (Tintin kalandjai)
- A fekete arany országában; ford. Luca Anna; Egmont, Bp., 2010 (Tintin kalandjai)
- Az aranyollós rák; ford. Luca Anna; Egmont, Bp., 2010 (Tintin kalandjai)
- A fáraó szivarjai; ford. Luca Anna; Egmont, Bp., 2011 (Tintin kalandjai)

## Szereplők

### Főszereplők
- Tintin: a címadó szereplő neve a francia csilingelést hangutánzó szóból származhat (esetleg a Martin név becézése is lehet, de erre semmi nem utal). Hergé egy korábbi figuráját Totor-nak hívták, láthatóan kedvelte a játékos hangzású neveket. Tintin neve a flamand/holland/afrikaans verzióban Kuifje, a német fordításban Tim. Egyszerre jellemzik felnőttes és gyermekes vonások, megjelenése egy tizenéves kamaszé, azonban tud autót, repülőgépet vezetni, fegyvereket használni. Családjáról egyáltalán nem esik említés az albumokban, egyedül él lakásában kutyájával, Miluval. Egyáltalán nem mutat vonzódást a nők iránt, sőt, az albumoknak csak elvétve vannak női szereplői, láthatóan fiúknak szánta a szerző. Tintin foglalkozása riporter, a kalandjait közlő Le Vingtième Siècle újságnál dolgozik.
- Milu: Tintin fehér foxi kutyája. Neve a német fordításban Struppi, az angol verzióban Snowy. Gondolatban gyakran vicces megjegyzéseket tesz a beszélgetésekhez, gyakran mókás reakciói vannak.
- Archibald Haddock kapitány: Az aranyollós rák című albumban jelenik meg először,[3] egy alkoholbeteg hajóskapitányként, akinek a háta mögött az elsőtisztje egy bűnbandát vezet. A Tintinnel történt találkozás után visszaszerzi az önbecsülését és segít leleplezni a bűnözőket. Ezt követően Tintin barátjául szegődik, majd a Vörös Rackham kincse albumban megszerzi az egyik őse által épített Moulinsart kastélyt a komornyikkal, Nestorral együtt. Ezt követően itt él Tournesol professzorral és Nestorral.
- Tryphon Tournesol professzor: A Vörös Rackham kincse albumban jelenik meg először (tournesol = napraforgó), egy tengeralattjárót tervez a kincs felkutatására. Mindenkit az őrületbe kerget a nagyothallásával, azonban találmányai és felfedezései sokat segítenek Tintinéknek. Haddock kapitánnyal együtt él a Moulinsart kastélyban.
- Dupond és Dupont felügyelő Az angol fordításban nevük Thomson és Thompson. A belga rendőrség két legügyetlenebb felügyelője először A fáraó szivarjai című albumban jelent meg.[4] Bár a bajuszuk éppen hogy csak eltérő fazonjától eltekintve teljesen egyformák, nem testvérek, hiszen vezetéknevük egy betűben különbözik. Érdekesség, hogy egy lakásban is laknak, ruhatáruk is teljesen egyforma (mindig fekete öltönyt viselnek, keménykalappal).
- Nestor: A Moulinsart kastély komornyikja, az előző tulajdonostól marad rá Haddock kapitányra. Nestor a hivatásához illően mindig komoly és méltóságteljes jelenség.

### Visszatérő szereplők
- Bianca Castafiore: A Tintin albumok egyetlen visszatérő női szereplője először az Ottokár jogara című albumban tűnik fel. A piknikus alkatú operaénekesnő a színpadon mindig Margit ékszeráriáját énekli Charles Gounod Faust című operájának III. felvonásából (Ah! je ris de me voir si belle). Az operarajongónak cseppet sem nevezhető Tintin és Haddock valósággal menekül a gyakran ismétlődő produkció elől.
- Alcazar tábornok: A dél-amerikai banánköztársaságok puccsista katonatisztjeinek karikatúrája a fiktív San Theodoros állam vezetője, de egy-egy újabb puccs után akár késdobálóként is keresi kenyerét (A hét kristálygömb). Először A törött fül című albumban szerepel, de az utolsó befejezett Tintin-kötetnek, a Tintin és a picaróknak is egyik főszereplője.
- Chang Chong-Chen: Tintin fiatal kínai barátja, aki először a Kék lótuszban szerepel, mint Tintin segédje. Chang ezután csak egyszer, a Tintin Tibetben című albumban tér vissza, ahol Tintin megmenti az életét, miután a gép, amellyel utazott, lezuhan a Himaláján.
- Ben Kalish Ezab: A kitalált arab ország, Khemed emírje. Két történetben szerepel: A fekete arany országában, illetve A Vörös-tenger cápáiban.
- Abdallah herceg: Az emír fia. Kedveli az idétlen, goromba vicceket, ezzel gyakran az őrületbe kergeti Haddock kapitányt.

- Roberto Rastapopulos: Tintin fő ellenfele először A fáraó szivarjai című albumban szerepel, ott amerikai filmproducerként, aki titokban egy bűnbanda vezetője. Több kötetben is visszatér mint bűnöző, az utolsó, befejezetlen Tintin-album, a Tintin és az Alph-Art egyik szereplője is ő lett volna.
- Allan Thompson: Rastapopulos egyik fő embere, drogcsempész, aki először A fáraó szivarjaiban szerepel, de később visszatér Az aranyollós rák című kötetben, mint Haddock kapitány "leghűségesebb" embere, és A Vörös-tenger cápái című albumokban is látható. Állandó segédei Tom és Pedro.
- Dr. Müller: Szintén negatív karakter, aki először A Fekete-szigetben szerepel, mint német pénzhamisító. Később még két kötetben, A fekete arany országában, illetve A Vörös-tenger cápáiban jelenik meg, ott már mint egy terrorista egyik katonája. Előbbiben elrabolja az emír fiát, Abdallah herceget.
- Boris Jorgen ezredes: szildáv arisztokrata, a hadsereg ezredese, XII. Ottokár király szárnysegédje. Jobb szemén monoklit visel. Először az Ottokár jogara című regényben bukkan fel, mint a szomszéd állam, Borduria hivatásos kémje (Z.Z.R.K. - Zyldav Zentral Revolutzionär Komitzät). Aktívan részt vesz egy összeesküvésben, melynek titka Ottokár jogarának elrablásában rejlik, ami a függetlenséget és a hatalmat szimbolizálja. Amennyiben a tárgy átjut a szildáv-bordur határon, a királynak le kell mondania. Tintin megakadályozza ebben a bűnszervezetet, Jorgen és csatlósai keményen megfizetnek. Később újra felbukkan az Úticél a Hold, illetve a Felfedezők a Holdon című regényekben, ahol ismét szembeszáll Tintinnel és barátaival. Bosszúvágy hajtja, amiért a korábbi trónfosztási kísérlet kudarcba fulladt. Ezúttal szintén egy idegen hatalmat szolgál, akiknek célja az űrutazás meghiúsítása. Cinkosa, Frank Wolff felcsempészi a Holdrakétára, ahol végezni akar hőseinkkel, de Tintin ismét elejét veszi az ügynek. Megkötözik Wolff-fal együtt, azonban Jorgen a visszaút során megszökik az őrizet alól, majd újra megkísérli kioltani a rakéta személyzetének életét, de ekkor Wolff megpróbálja meggátolni ebben. A dulakodás hevében a pisztoly elsül, Jorgen halálos sérülést szenved. Ennek köszönhetően ő lett az első ember, akit az "űrben temettek el". Hidegvérű, kegyetlen alak. Attól sem riadt vissza, hogy egy alkalommal Snowy-nak sérülést okozzon. Az 1991-es rajzfilmsorozatban az egyetlen negatív szereplő, aki a képregény történéseihez hűen elhalálozik.
- Sponsz ezredes: borduriai rendőrfőkapitány, az Állami Titkosrendőrség (ZEP) vezetője, Kurvy-Tasch marshall elkötelezett híve (egyben veje). Borduria a kommunista korszak kelet-európai tekintélyeinek szatirikus karikatúrája. Sponsz először az Ottokár jogara című regényben látható még egészen fiatalon, az ünneplő tömegben. Első fontosabb szereplése A Tournesol-incidens című regényhez köthető, ahol megtervezi és sikerrel hajtat végre egy emberrablási kísérletet Calculus professzor ellen, mert meg akarja szerezni legújabb tudományos kísérletének, egy hangfegyvernek (ultrahang) terveit, amit azonban Calculus megtagad, mivel nem akarja, hogy találmányát háborús célokra használják fel. Márpedig a háttér nyilvánvaló. Míg nem hajlandó meggondolni magát, börtönbe vetik (Bakhine). Ugyanakkor az ezredes kiemeli, nem akarja bántani: amennyiben beavatja a működési elvekbe, a Nemzetközi Vöröskereszt segítségével hazautaztatja. Tintin és Haddock kapitány a professzor megmentésére indulnak Svájcból Borduriába, azonban Sponsz tudomást szerez róla. Utasítására borduriai ügynökök és rendőrök figyelik minden mozdulatukat az országba belépve, ám mindvégig sikerül kicselezniük az ellenfelet. Végül a szohodi operában rejtőznek el, ahol épp egy régi kedves ismerős, Bianca Castafiore lép fel. Az előadáson megjelenik Sponsz ezredes, aki a műsort követően lerója tiszteletét, majd flörtölni kezd az énekesnővel az öltözőjében, mit sem sejtve arról, nem sokkal azelőtt Castafiore a gardróbjába rejtette el hőseinket (a méltán híres szekrényjelenet). A beszélgetés során Sponsz beavatja az ügy részleteibe az énekesnőt, így akarva-akaratlanul azt is elárulja (Castafiore rávezetésével), a professzor szabadulásához szükséges iratok a kabátzsebében találhatók. Tintinék megszerzik, ezáltal végre megmenthetik a professzort - magukat a Vöröskereszt munkatársainak álcázva -, érvényes szabadulási engedéllyel a kezükben. A határon egy tank segítségével egyenesen áthajtanak, így  megmenekülnek. Sponsz ezredes emberrablási tervének meghiúsítását "keserű megaláztatásként" viseli évekig. Évekkel később visszatér a Tintin és a picarók című kötetben, Esponja ezredes néven új külsővel, bosszúra felesküdve. Ezúttal országa kapcsolatait használja fel san theodoros-i kiküldetése során, Tapioca tábornok jobbján, hogy csapdába csalhassa Tintint, Haddock kapitányt és Calculus professzort. Hamis iratokat csempészik Bianca Castafiore és felügyeletét biztosító Thompson és Thomson felügyelők táskájába, melynek alapján összeesküvéssel vádolják őket Tapioca tábornok ellen. Hőseink a kiszabadításukra indulnak rossz előérzetekkel, ám még időben figyelmeztetik őket a közelgő veszélyre. Ennek eredményeképpen megússzák az ellenük irányuló merényletet, majd csatlakoznak régi ismerősük, egykori Alcazar tábornok táborához a dzsungelben, aki csapatával, a paicarókkal készül a visszavágásra. Nem sokkal később, a közelgő karnevál keretein belül katonai puccsot hajtanak végre - vérontás nélkül -, így Alcazar visszaveszi a hatalmat Tapiocától. A sztori végén Sponszt, mint első számú gazfickót száműzik Borduriába, bár nem szívesen tér haza (vagy egyszerűen felszívódik). Korábban, a Castafiore smaragd című regényben említés szintjén előkerül a neve, mint az énekesnő nagy rajongója/hódolója. Harry Thompson úgy nyilatkozott, a karaktert Hergé saját testvéréről, Paul Remi-ről mintázta, akárcsak Tintint. Gyakran emlegetik rajongói körökben "Major Tintin" néven. Bal szemén monoklit visel. Az elején nem sorolható kimondottan a gonosz karakterek csoportjába, inkább a hatalom és rezsim az, amit képvisel. A karakterromlás fokozatosan figyelhető meg: okos, ennek ellenére számító és kíméletlen figura egy hatalmas, mégis sérülékeny egóval, aki bosszút forral minden és mindenki ellen, aki keresztülhúzza mesterkedéseit. Az összes létező kudarcot személyes sértésként, válságként éli meg.
- Tapioca tábornok: Alcazar tábornok politikai ellenfele, akit, habár ő több kötetben is megemlít, csak a Tintin és a picarók című képregényben jelenik meg, amikor az általa vezetett kormány megbukik.
- Madame Pinson: Portásnő Tintin házában.
- Oliveira da Figueira: Portugál kereskedő, aki később Khemedben él. Nemegyszer nagy segítségére volt Tintinnek.
- Piotr Skut: Észt származású vadászpilóta A Vörös-tenger cápái, és a 714-es járatban bukkan fel. Tintinék hű barátja és segítőtársa, később Laszlo Carreidas első számú pilótájává lép elő.

### Egyszer megjelent szereplők
- Al Capone: A sorozat egyetlen szereplője, aki valós személy volt. A Tintin Amerikában című kötet főgonosza.
- Mitsuhirato: Japán drogcsempész és terrorista, aki a Kék lótuszban szerepel.
- A maharadzsa: indiai uralkodó, aki a Fáraó szivarjaiban jelenik meg, és Tintint látja vendégül.
- Mr. Bohlwinkel: A kitalált Sao Ricóban élő üzletember, aki A titokzatos csillag című albumban Tintin expedícióját igyekszik megbuktani.
- Madár testvérek: Az Unikornis titkában szerepelnek, egy régiségkereskedő testvérpár, akik Vörös Rackham kincsét keresik.
- Halambique professzor: Szigillográfus, aki az Ottokár jogarában Tintinnel Szyldáviába utazik, hogy az ország régi pecsétjeit vizsgálja. Egy összeesküvés eredményeképpen azonban elrabolják, és egy hasonmással helyettesítik.
- Omar Ben Salad: Marokkói gazdag üzletember, valójában bűnöző. Az aranyollós rákban jelenik meg.
- A fakír: A fáraó szivarjaiban szerepel, a hipnózis mestere, ebben nagy segítségre van a helyi alvilágnak.
- Müsstler: Az Ottokár jogarában a szyldáv királyt megbuktatni készülő bordűr maffiózó, Hergé két nagy diktátorról mintázta: Adolf Hitler és Benito Mussolini, rájuk utal a neve is.
- XII. Muszkar szyldáv király: Szyldávia uralkodója az Ottokár jogarában.
- Laszlo Carreidas: Gazdag amerikai üzletember, akit Rastapopulos próbál kirabolni. A 714-es járat című kötetben szerepel.
- Spalding: Carreidas inasa, valójában Rastapopulos embere.
- Ivan Ivanovics Szaharin: Brüsszelben élő szovjet hajómodell-gyűjtő, akit Tintin azzal gyanúsított meg az Unikornis titkában, hogy tolvaj, de később tőle is ellopták azt, amit Tintin keresett.
- Zorrino: Fiatal perui narancsárus, Tintin segédje a Naptemplomban.

## Vitatott, politikai témájú albumok
Már az első Tintin-kötet, a Tintin a Szovjetek földjén kavart némi vihart az antikommunista beállítottsága miatt. A történet eredetileg a Le Petit Vingtième-ben, a katolikus befolyás alatt álló Le Vingtième Siècle gyermekeknek szóló lapjában jelent meg. Hergé a képregény készítése idején húszas évei elején járt, a történet alakításába nagy beleszólást engedett Norbert Wallez abbénak, a Le Vingtième Siècle szerkesztőjének. Wallez, aki ultrakonzervatív beállítottságú volt és csodálta Benito Mussolinit, elvakultan gyűlölte a kommunizmust és az ő nyomására Hergé is szélsőségesen kritikus képet rajzolt a Szovjetunióról. Mivel a kommunizmus időszakának megítélése a mai napig erősen vitatott, a képregényt nagyon ritkán adják ki és a színes verziója csak 2017-ben készült.
A második kötet, a Tintin Kongóban a mai napig elkeseredett viták kereszttüzében van. A kritikák két fontos területet emelnek ki, a kongóiak a gyarmattartó szemszögéből történő ábrázolását, illetve az állatkínzással felérő vadászjeleneteket. A történet az egykori Belga Kongó területén játszódik, amely Belgium gyarmataként totális fehér elnyomás alatt élt. A belgák a bennszülöttekre vademberként tekintettek, megfosztották a gyülekezési és szavazati jogoktól őket. A képregény a korabeli látásmódot ábrázolja, Tintin az okos fehér emberként jelenik meg a buta feketék között. Ezért többször is bíróság elé került a képregény rasszizmus vádjával, azonban minden alkalommal tisztázták a vádak alól, ennek ellenére Nagy Britanniában az egyik áruházlánc a gyermekek részére nem árusítja. Az állatkínzás vádját Hergé is jogosnak érezte, ezért módosította is a történetet, kitörölve egy vadászjelenetet. Az inkriminált jelenetben Tintin hiába lő többször is egy rinocéroszra, az állat vastag bőréről lepattannak a golyók, ezért egy fáról lelógva lyukat fúr az állat hátába és dinamittal felrobbantja.
1933-ban Wallez abbét elmozdították a lap éléről, ezután a képregények is kevesebb politikai üzenetet tartalmaztak.
Hergé 1938-1939-ben készítette el az Ottokár jogara című kötetet, amelyben ismét megjelentek a politikai utalások. Az albumban két kitalált ország konfliktusa került ábrázolásra: a szláv jellegzetességeket hordozó békés Szyldávia és a katonai diktatúraként ábrázolt germán jellegű Bordűria közötti incidens. Bordűriai ügynökök egy titkos akció keretében elrabolják Szyldávia nemzeti ereklyéjét, első uralkodójuk Ottokár király jogarát. A jogar elvesztése aláássa az ifjú XII. Muszkar király uralkodói legitimációját, azonban a konfliktusba belekeveredő Tintin segít előkeríteni a jogart, leleplezi a király környezetében lévő kollaboránsokat, így Szyldávia elkerüli a megszállást és megőrzi önállóságát. A konfliktus egyértelmű utalást tartalmaz Csehszlovákia 1938-as német megszállására és az 1938-as Anschlussra. Hergé munkájában egyértelművé teszi ellenérzését a német náci diktatúrával szemben, ez az album a második világháború után komoly érvet jelentett számára a németekkel való kollaboráció vádja ellen.
Végül meg kell említeni a német megszállás alatt, 1941-1942-ben készült A titokzatos csillag című kötetet. A történet szerint egy meteor zuhan a földre, amely egy nagyon ritka fémet, úgynevezett calystént tartalmaz. Két expedíció indul a meteorit megtalálására, az egyik egy nemzetközi kutatócsoport, amelyhez Tintin is csatlakozik, a másik egy amerikai csoport, amelyet egy new york-i üzletember, egy bizonyos Blumenstein finanszíroz. Blumenstein külső megjelenését a zsidó üzletember sztereotípiái határozzák meg. Az amerikai expedíció aljas húzásokkal igyekszik megakadályozni a nemzetközi tudóscsoportot a felfedezésben, azonban Tintin és új barátja, Haddock kapitány sikeresen megoldják a nehézségeket. Az Amerika-ellenes és antiszemita hangvétel kivételes helyzetet biztosított Hergének a német megszállás alatt. Ez a helyzet vezetett oda, hogy a második világháború után Hergét négyszer is letartóztatták és kollaboráció vádjával perbe fogták. Munkatársai közül többet is halálra ítéltek, de mindegyikük ítéletét néhány éves börtönbüntetésre enyhítették. Hergét két évre eltiltották a publikációtól, azonban felmentették a vádak alól, ügyében még maga III. Lipót belga király is közbenjárt. 1954-ben, az album újabb kiadásában Blumenstein immáron Bohlwinkel néven szerepelt és New York helyett a fiktív São Rico nevű városban élt, az egyik képkockán szereplő amerikai zászló helyére pedig egy kitalált são ricói zászló került.

## Tintin a képernyőn
1991-1992-ben kanadai-francia-belga koprodukcióban készült el a Tintin kalandjai kötetek legteljesebb rajzfilmfeldolgozása. A sorozat 39 félórás epizódban dolgozta fel 21 hivatalos Tintin-kötet történetét. A feldolgozásból kimaradt a Tintin Szovjetunióban és a Tintin Kongóban kötet (a fent említett, sok vitát kavart látásmódjuk miatt), illetve a Tintin és az Alph-Art (tekintettel a befejezetlenségére). A sorozat készítői hűek maradtak Hergé rajzstílusához, azonban a történetek kisebb egyszerűsítésen estek át. A sorozatot Magyarországon először a HBO a kilencvenes években, majd új szinkronnal a TV2 mutatta be 2009-ben.
2011-ben Steven Spielberg rendezésében egy 3D animációs film készült Az unikornis titka, Vörös Rackham kincse és Az aranyollós rák című kötetek kombinált történetéből, amelyet a tervek szerint még két további film fog követni. Spielberg már az Indiana Jones sorozat készítésekor érdeklődött a Tintin könyvek iránt, egyfajta gyerekeknek szánt Indiana Jones-nak tekintette. 1983-ban, az Indiana Jones és a végzet temploma forgatása közben találkozni akart Hergével, hogy a megfilmesítésről tárgyaljanak, azonban a belga képregényes halála meghiúsította a találkozót. Hergé özvegye három évre biztosította a megfilmesítési jogokat Spielbergnek, aki azonban nem volt elégedett az elkészült forgatókönyvvel, ezért lemondott a produkció elkészítéséről. 2001-ben merült fel ismét a film elkészítése, immáron számítógépes animációként.
Az Egmont kiadó a történetek fordításánál (fordító: Luca Anna) a főszereplők nevét eredeti, francia formájukban hagyta meg, míg a rajzfilmek magyarra szinkronizálásakor a nevek többnyire az angol verzióból kerültek át.
| Eredeti név       | Az Egmont fordításában szereplő név | A rajzfilm magyar szinkronában szereplő név |
| ----------------- | ----------------------------------- | ------------------------------------------- |
| Tintin            | Tintin                              | Tintin                                      |
| Milou             | Milu                                | Snowy                                       |
| Capitaine Haddock | Haddock kapitány                    | Haddock kapitány                            |
| Tryphon Tournesol | Tournesol professzor                | Kalkulus professzor                         |
| Dupond & Dupont   | Dupond & Dupont                     | Thomson & Thompson                          |

## Feldolgozások
- The Crab with the Golden Claws (bábfilm)
- Tintin kalandjai (televíziós sorozat, 1957)
- Tintin és az Aranygyapjú (tévéfilm)
- Tintin és a Kék Narancs (tévéfilm)[10]
- Tintin és a Nap temploma (tévéfilm)
- Tintin és a cápák tava (tévéfilm)
- Tintin kalandjai (televíziós sorozat, 1991)
- Tintin kalandjai (rádiójáték)
- Tintin kalandjai (mozifilm)

## Fordítás
- Ez a szócikk részben vagy egészben a The Adventures of Tintin című angol Wikipédia-szócikk ezen változatának fordításán alapul.  Az eredeti cikk szerkesztőit annak laptörténete sorolja fel. Ez a jelzés csupán a megfogalmazás eredetét és a szerzői jogokat jelzi, nem szolgál a cikkben szereplő információk forrásmegjelöléseként.